# بخش تاپناگا
بخش تاپناگا (به اسپانیایی: Departamento Tapenagá) یک منطقهٔ مسکونی در آرژانتین است که در استان چاکو واقع شده‌است. بخش تاپناگا ۶٬۰۲۵ کیلومتر مربع مساحت و ۴٬۱۸۸ نفر جمعیت دارد.